# Eupanacra harmani
Eupanacra harmani är en fjärilsart som beskrevs av Jean-Marie Cadiou och Holloway 1989. Eupanacra harmani ingår i släktet Eupanacra och familjen svärmare. Inga underarter finns listade i Catalogue of Life.